# 시흥사거리역
시흥사거리역(Shiheungsageori Station, 始興四거리驛)은 대한민국 서울특별시 금천구 시흥동에 건설 중인 신안산선의 전철역이다.

## 연혁
- 2020년 6월 20일: 착공
- 2026년 12월: 개통 (예정)

## 승강장
2면 2선의 상대식 승강장 예정이다. 승강장에는 스크린도어가 설치될 예정이다.
| ↑ 신독산 |
| \| 하    |
| 석수 ↓   |

| 상 | ● 신안산선(2026년 개통예정) | 여의도 방면 |
| 하 | ● 신안산선(2026년 개통예정) | 한양대 방면 |

## 역 주변
- 신한은행 시흥점
- 우리은행 시흥점
- 홈플러스 스페셜 시흥점
- 기아오토큐 시흥센터
- 금천구청역
- 시흥대교
- 금천파출소
- 서울시흥초등학교

## 인접한 역
| 신안산선           | 신안산선        | 신안산선         |
| ------------------ | --------------- | ---------------- |
| 신독산 여의도 방면 | ● 신안산선 일반 | 석수 한양대 방면 |